# Струмопровідна жила
Струмопровідна жила — елемент кабельного виробу, призначений для проходження електричного струму.
Струмопровідна жила є обов'язковим елементом будь-якого кабельного виробу.

## Типи

### За призначенням
В електричних кабелях залежно від конструкції можуть використовуватися такі види жил: основна, нульова, допоміжна, контрольна й жила заземлення.
- Основна жила призначена для виконання основної функції кабельного виробу — проходження електричного струму.
- Нульова жила використовується для приєднання до заземленої або незаземленої нейтралі джерела струму.
- Допоміжна жила виконує функції, відмінні від функцій основних жил. Наприклад, до допоміжних жил належить контрольна жила, що служить для цілей контролю й сигналізації. До допоміжних відноситься також жила заземлення, що використовується для з'єднання неметалевих частин, що не перебувають під робочою напругою, електротехнічного пристрою, до якого підключений кабель або провід, з контуром захисного заземлення.

### За матеріалом
Зазвичай струмопровідні жили виготовляють з міді або алюмінію. У випадку, якщо жила виготовлена з надпровідного матеріалу, така жила називається надпровідною.

### За формою
За перерізом жили діляться на
- Круглі
- Секторні
- Сегментні (трикутні)

## Виготовлення
Виготовляють струмопровідні жили багатодротовими й однодротовими. Багатодротова жила складається із двох або більше скручених дротів або стренг, так званих заготівель, скручених з дротів. Залежно від скрутки розрізняють багатодротові жили правильної, неправильної, простої, складної або пучкової скрутки. Розходження між цими жилами полягає у використанні для їхнього виготовлення дротів одного або різного діаметра, а також у технології виконання повивів.
Для зменшення розмірів і зазорів між дротами багатодротову жилу обтискають. Така обтиснута багатодротова жила називається ущільненою. Багатодротові жили більших перетинів можуть виконуватися розщепленими. Для цього, перетин струмопровідної жили розділяють ізоляцією на
декілька частин, які перебувають під одним потенціалом.
Як багатодротові, так і однодротові струмопровідні жили в поперечному перерізі можуть мати різну форму. Розповсюдженими є струмопровідні жили круглої, секторної (сегментної), овальною або прямокутної форми. Струмопровідні жили, у яких поперечний переріз або поверхня, обмежена контуром, описаним біля поперечного перерізу, має форму, відмінну від кола, називаються фасонними.

## Вибір перерізів струмопровідних жил
Вибір перерізів струмопровідних жил слід проводити відповідно до рекомендацій, які наведені в Правилах улаштування електроустановок. При цьому слід враховувати, що обраний перетин струмопровідної жили повинен мати припустиме нагрівання в нормальному, і в після аварійному режимах, а також при можливих нерівномірностях розподілу струмів між лініями, які виникають при ремонтних роботах.
При перевірці на нагрів використовують найбільший з півгодинних максимумів струму для даної мережі. У тих випадках, коли до кабельної лінії підключені приймачі, що працюють у повторно-короткочасному або в короткочасних режимах, як розрахунковий струм при перевірці струмопровідних жил на нагрівання рекомендується приймати струм, який виникає у тривалому режимі.
Струмопровідні жили рекомендується виготовляти однодротовими або багатодротовими. В одножильних кабелях всіх перетинів і в багатожильних кабелях перетином до 16 мм2, а також у багатожильних кабелів всіх перетинів, що мають окремі оболонки, рекомендуються струмопровідні жили виготовляти круглої форми.
У силових кабелях з поясною ізоляцією струмопровідні жили перетином 25 мм2 і більше виготовляються секторної або сегментної форми. Допускається виготовлення кабелів з жилами перетином до 50 мм2 круглої форми.
Багатодротові секторні й сегментні жили кабелів рекомендується ущільнювати в процесі виготовлення.